# عبد الرحمن الغبيني
عبد الرحمن الغبيني (مواليد 20 يوليو 2003) هو لاعب كرة قدم سعودي يلعب في نادي الجبلين.